# Cabugao de Corón
Cabugao es un barrio rural  del municipio filipino de primera categoría de Corón perteneciente a la provincia  de Paragua en Mimaro,  Región IV-B.

## Geografía
Este barrio  se encuentra en  la Isla de Corón una de las que forman el Grupo Calamian situado a medio camino entre las islas de Mindoro (San José) y de Paragua (Puerto Princesa),  el Mar de la China Meridional a poniente y el mar de Joló a levante. Al norte de esta isla, y separada por  el estrecho de Corón, se encuentra  Isla Busuanga, donde se encuentra su ayuntamiento. Forman parte de este grupo la isla de  Culión y otras menores.
Su término  ocupa la parte meridional de la isla y linda al norte con  el barrio de  Banuang Daán; al sur con las islas que conforman el barrio de Bulalacao; al este con el mar de Joló; y al oeste con la bahía de Corón frente a la isla de Culión.
Forma parte de este barrio la isla de Delián.

### Demografía
El barrio  de Cabugao contaba  en mayo de 2010 con una población de 1.831  habitantes.